# Волфганг Нешковић
Волфганг Нешковић (нем. Wolfgang-Dragi Willi Nešković, Либек, 3. јун 1948) немачки је политичар српског порекла, бивши судија немачког Савезног суда правде и независни посланик у немачком савезном парламенту, који представља Котбус – Шпре-Нејсе. Био је представник партије Левица, а пре тога Савез '90/Зелени, као и Социјалдемократске партије Немачке. 

## Радови
- Nešković, Wolfgang (ed.). Der CIA-Folterreport: Der offizielle Bericht des US-Senats zum Internierungs- und Verhörprogramm der CIA. Frankfurt: Westend, (2015)  978-3-86489-093-2 (German translation of the Committee Study of the Central Intelligence Agency's Detention and Interrogation Program)